# ジョー・フリン
ジョー・フリン（Joe Flynn,  1924年11月8日 - 1974年7月19日）は、アメリカ合衆国の俳優、コメディアンである。

## 来歴
1924年、オハイオ州・ヤングスタウンに生まれる。地元の高校を卒業後は、インディアナ州の大学へ進学。第二次世界大戦が始まると、3年間アメリカ軍の医療隊での勤務を経て南カリフォルニア大学へ編入して政治学を専攻した。オハイオ州へ戻り、政治家を目指すも上手くいかず、その代わりに舞台などへ立った経験を活かしてショー・ビジネスの世界へ入った。舞台でキャリアをスタートさせ、様々な演目へ出演。1948年に映画『ベーブ・ルース物語』でプロデビューも果たした。本格的に活動を開始し、1950年代もコンスタントに出演作を増やし続ける。1962年から放映開始されたアメリカ海兵隊らにフォーカスを当てたコメディドラマシリーズ『McHale's Navy』へメインキャストとして出演したことで人気を博し、コメディ俳優としての確固たる地位を築き上げた。その後は1974年に死去するまでに、様々な作品へ出演して印象を残している。

### 私生活
1955年にShirley Haskinという女性と結婚し、二人の間には2人の子供が生まれた。1974年にフリンが死去するまで、二人の夫婦関係は続いた。

### 死去
1974年、カリフォルニア州ロサンゼルスにあるビバリーヒルズの自宅のプールで死去。もともと心臓発作の兆候もあったことで、事故による水死と判断された。

## 出演作品

### 映画
- ベーブ・ルース物語 The Babe Ruth Story (1948)
- The Big Chase (1954)
- エディ・フォイ物語 The Seven Little Foys (1955)
- 必死の逃亡者 The Desperate Hours (1955)
- The Steel Jungle (1956)
- Indestructible Man (1956)
- The Boss (1956)
- Portland Exposé (1957)
- 年頃ですモノ! This Happy Feeling (1958)
- Go, Johnny, Go! (1959)
- Cry for Happy (1961)
- The Last Time I Saw Archie (1961)
- 恋人よ帰れ Lover Come Back (1961)
- フラバー・デラックス Son of Flubber (1963)
- McHale's Navy (1964)
- McHale's Navy Joins the Air Force (1965)
- Divorce American Style (1967)
- Did You Hear the One About the Traveling Saleslady? (1968)
- ラブ・バッグ The Love Bug (1968)
- テニス靴をはいたコンピューター The Computer Wore Tennis Shoes (1969)
- How to Frame a Figg (1971)
- ハダシの重役 The Barefoot Executive (1971)
- あひる大旋風 The Million Dollar Duck (197)
- そら見えたぞ、見えないぞ! Now You See Him Now You Don't (1972)
- Gentle Savage (1973)
- Superdad (1973)
- 世界最強の男 The Strongest Man in the World (1975)
- ビアンカの大冒険 The Rescuers (1977) ※声の出演

### テレビドラマ
- Jane Wyman Presents The Fireside Theatre (1955, 1956)
- ハイウェイ・パトロール Highway Patrol (1956)
- The Court of Last Resort (1957)
- 陽気なライリー The Life of Riley (1957, 1958)
- マッコイじいさん The Real McCoys (1958)
- シカゴ特捜隊M M Squad (1958, 1960)
- レストレス・ガン The Restless Gun (1958)
- ミステリー・ゾーン Twilight Zone (1959)
- Make Room for Daddy (1959, 1961)
- ガンスモーク Gunsmoke (1959, 1962)
- 夜のジョニー Johnny Midnight (1960)
- ウェスタン特急 (1960)
- 幌馬車隊 Wagon Train (1960)
- 陽気なネルソン The Adventures of Ozzie & Harriet (1960, 1963)
- ハワイアン・アイ Hawaiian Eye (1961)
- ヒッチコック劇場 Alfred Hitchcock Presents (1961)
- ごきげんチンパン君 The Hathaways (1961)
- カルビン Calvin and the Colonel (1962)
- McHale's Navy (1962 - 1966)
- バットマン Batman (1966)
- ラレード Laredo (1967)
- ブロンディ Blondie (1968)
- かわいい魔女ジニー I Dream of Jeannie (1968)
- ニューヨーク・パパ Family Affair (1969)
- ディズニーランド Disneyland (1969, 1970)
- ミセスと幽霊 The Ghost & Mrs. Muir (1970)
- ネーム・オブ・ザ・ゲーム The Name of the Game (1970)
- 西部二人組 Alias Smith and Jones (1971)
- 恋愛専科 Love, American Style (1971)
- 四次元への招待 Night Gallery (1972)
- Faraday and Company (1973)